# Premio Heinlein por avances en la Comercialización del Espacio
El Premio Heinlein por Avances en Comercialización Espacial, generalmente conocido como el Premio Heinlein, fue fundado en 1988 para premiar a individuos que hacen contribuciones prácticas a la comercialización espacial. El Premio Heinlein, ofrece un premio de dinero efectivo de $500,000 a uno o más individuos por logros prácticos en el campo de actividades comerciales espaciales y lo entrega el Congreso Aeronáutico Internacional en Bremen, Alemania.
La junta que entrega el reconocimiento enfatiza que el premio, el cual será otorgado hasta anualmente, es por el esfuerzo de un individuo o grupo de personas, no de un gobierno o actividades patrocinadas corporativamente, y se pretende que alcance a cualquiera en el mundo. El premio es otorgado en julio.
El Premio Heinlein honra la memoria de Robert A. Heinlein, uno los más populares escritores de ciencia ficción del siglo XX. La fundación fue creada poco después de su muerte en 1988 por su viuda, Virginia Gerstenfeld Heinlein, cuya herencia financiará el premio.

## Ganadores
2006 - Peter Diamandis, por logros en actividades espaciales comerciales
2011 - Elon Musk, por avances en comercialización espacial
2016 - Jeff Bezos, por su visión y liderazgo en actividades espaciales comerciales que han llevado a primeras ocurrencias históricas  y por la reusabilidad en  la industria comercial aeroespacial